# Arquidiocese de Monreale
A Arquidiocese de Monreale (Archidiœcesis Montis Regalis) é uma circunscrição eclesiástica da Igreja Católica situada em Monreale, Itália. Seu atual arcebispo é Gualtiero Isacchi. Sua Sé é a Catedral de Santa Maria Nova.
Possui 70 paróquias servidas por 124 padres, abrangendo uma população de 261 900 habitantes, com 98,7% da dessa população jurisdicionada batizada (258 600 católicos).

## História
A abadia de Santa Maria Nuova de Monreale foi declarada isenta da jurisdição dos arcebispos de Palermo em 1174 pelo Papa Alexandre III, que com duas bulas subsequentes Attendentes quomodo e Ex debito suscepti regiminis concedeu à abadia muitos privilégios. É incerto se o primeiro abade Teobaldo, eleito em 1176, obteve a ordenação episcopal. O rei da Sicília Guilherme II dotou a abadia de muitos bens, sobre os quais o abade exercia o senhorio feudal com jurisdição civil e criminal.
O seu sucessor Guilherme, eleito dois anos depois, conseguiu obter do Papa Lúcio III, com a bula Licet Dominus de 5 de fevereiro de 1183, a elevação da abadia à categoria de arquidiocese metropolitana, à qual se juntaram as dioceses de Catânia e, a partir de 1188, Siracusa.
Em 7 de julho de 1775, o Papa Pio VI, a pedido do rei Fernando III da Sicília, em virtude do breve Apostolici suscepti uniu æque principaliter a arquidiocese de Monreale com a de Palermo. A união terminou em 2 de março de 1802, quando o Papa Pio VII, com a bula Imbecillitas humanæ mentis, restaurou Monreale como sede metropolitana independente.
Em 12 de setembro de 1816 obteve como sufragânea a recém-criada diocese de Caltagirone. Em 1832 perdeu a jurisdição metropolitana sobre a diocese de Siracusa. Em 20 de maio de 1844, no âmbito da reorganização geral das dioceses sicilianas instituída pela bula In suprema do Papa Gregório XVI, expandiu-se para incluir cinco municípios que pertenciam à diocese de Agrigento. Ao mesmo tempo, foi reorganizada a província eclesiástica que passou a ver as dioceses de Agrigento, Caltanissetta e Catânia como sufragâneas, enquanto Caltagirone passou a ser sufragânea de Siracusa.
Em 1867 a arquidiocese permaneceu vaga devido à morte de Dom Benedetto D’Acquisto; a sede vacante continuou também devido às tentativas do governo liberal de intervir na nomeação dos bispos, que estava sujeita ao exequatur e à pretensão de assumir o patrocínio real dos monarcas anteriores, ou seja, de gozar do direito de apresentação dos bispos. Após a ruptura entre Igreja e Estado com a captura da Porta Pia em 20 de setembro de 1870, a Santa Sé se recusou a chegar a um acordo sobre as nomeações dos bispos e entre 1871 e 1872 procedeu a nomeações unilaterais para as dioceses sicilianas, escolhendo o bispo teatino para Monreale Giuseppe Maria Papardo del Parco (1871-1883). Até 1879 ele não recebeu o exequatur e, portanto, recebeu a liminar para deixar o palácio arquiepiscopal. Qualquer resistência poderia ter implicado não só o uso da força, mas também a remoção forçada da diocese e a sua entrega a um vigário capitular.
Em 26 de outubro de 1937, por meio da bula Apostolica Sedes do Papa Pio XI, cedeu as paróquias de rito bizantino em favor da ereção canônica da eparquia de Piana dei Greci (hoje eparquia de Piana degli Albanesi).
Desde 2 de dezembro de 2000, Monreale deixou de ser sede metropolitana, embora mantenha o título arquiepiscopal, e passou a fazer parte da província eclesiástica da arquidiocese de Palermo.

## Prelados
- Teobaldo, O.S.B. † (1176 - 1178) (abade)

- Guilherme, O.S.B. † (1178 - 1191)
- Caro, O.S.B. † (antes de 1194 - depois de 1222)
- Benvenuto † (1254 - 1260)
- Godofredo de Belmonte † (1266 - 1267)
- Trasmundo † (1267 - 1269)
- Avveduto † (1269 - 1275 deceduto)
- Giovanni Boccamazza † (1278 - 1285)
  - Giovanni Boccamazza † (1285 - 1286) (administrador apostólico)
- Pietro Gerra † (1286 - 1298)
- Ruggero Dommusco † (1304 - 1304)
- Arnaldo Ressach † (1306 - 1324)
- Napoleone Orsini † (1325 - 1337)
- Emanuele Spinola † (1338 - 1362)
- Guglielmo Monstrio † (1362 - 1379)
  - Francisco Riquer, O.F.M. † (1380 - 1384) (pseudobispo)
  - Pietro † (?) (pseudobispo)
- Paolo dei Lapi, O.F.M. † (1379 - 1418)
- Giovanni Ventimiglia † (1418 - 1450)
- Alfonso Coevaruvias † (1450 - 1454)
- Giovanni D'Aragona † (1455 - 1458)
- Ausias Despuig † (1458 - 1483)
- Juan de Borja Llançol de Romaní † (1483 - 1503)
- Juan Castellar y de Borja † (1503 - 1505)
  - Alonso de Aragão † (1505 - 1512) (administrador apostólico)
- Enrique de Cardona y Enríquez † (1512 - 1530)
  - Pompeo Colonna † (1530 - 1532) (administrador apostólico)
  - Ippolito de' Medici † (1532 - 1535) (administrador apostólico)
  - Alessandro Farnese † (1536 - 1568) (administrador apostólico)
- Alessandro Farnese † (1568 - 1573)
- Luís I Torres † (1573 - 1583)
  - Sede vacante (1583-1588)
- Luís II Torres † (1588 - 1609)
  - Sede vacante (1609-1612)
- Arcangelo Gualtieri, O.F.M. † (1612 - 1617)
  - Sede vacante (1617-1620)
- Jerónimo Venero Leyva † (1620 - 1628)
  - Sede vacante (1628-1634)
- Cosimo de Torres † (1634 - 1642)
- Giovanni Torresiglia † (1644 - 1648)
- Francesco Peretti di Montalto † (1650 - 1655)
- Ludovico Alfonso de Los Cameros † (1656 - 1668)
- Vitaliano Visconti † (1670 - 1671)
- Juan Ruano Corrionero † (1673 - 1703)
- Francesco del Giudice † (1704 - 1725)
- Juan Álvaro Cienfuegos Villazón, S.J. † (1725 - 1739)
- Troiano Acquaviva d'Aragona † (1739 - 1747)
  - Sede vacante (1747-1753)
- Giacomo Bonanno † (1753 - 1754)
- Francesco Testa † (1754 - 1773)
  - Sede vacante (1773-1776)
- Francesco Ferdinando Sanseverino, C.P.O. † (1776 - 1793)
- Filippo Lopez y Royo, C.R. † (1793 - 1801)
- Mercurio Maria Teresi † (1802 - 1805)
  - Sede vacante (1805-1816)
- Domenico Benedetto Balsamo, O.S.B. Cas. † (1816 - 1844)
- Pier Francesco Brunaccini, O.S.B. † (1845 - 1850)
  - Sede vacante (1850-1858)
- Benedetto D'Acquisto † (1858 - 1867)
  - Sede vacante (1867-1871)
- Giuseppe Maria Papardo del Parco, C.R. † (1871 - 1883)
- Domenico Gaspare Lancia di Brolo, O.S.B. † (1884 - 1919)
- Antonio Augusto Intreccialagli, O.C.D. † (1919 - 1924)
- Ernesto Eugenio Filippi † (1925 - 1951)
- Francesco Carpino † (1951 - 1961)
- Corrado Mingo † (1961 - 1978)
- Salvatore Cassisa † (1978 - 1997)
- Pio Vittorio Vigo † (1997 - 2002)
- Cataldo Naro † (2002 - 2006)
- Salvatore Di Cristina (2006 - 2013)
- Michele Pennisi (2013 - 2022)
- Gualtiero Isacchi (desde 2022)